# Ján Ilavský (herní vývojář)
Ján Ilavský (* 30. září 1982 Poprad) je slovenský herní vývojář, známý zejména jako tvůrce hry Beat Saber a autor videoher Lums a Chameleon Run.

## Kariéra
Ilavský absolvoval magisterská studia v oboru Softwarové systémy se zaměřením na počítačovou grafiku na Matematicko-fyzikální fakultě Univerzity Karlovy v Praze v roce 2007. Během své kariéry pracoval jako webový a mobilní vývojář, ale největší jméno si vybudoval v oblasti herní tvorby.
V roce 2013 vydal mobilní hru Lums, která byla oceněna titulem Česká hra roku. Jeho největším individuálním úspěchem je hra Chameleon Run (2016), která vyhrála Apple Design Award a stala se populární nekonečnou běžeckou hrou s inovativním herním designem.
V roce 2018 vytvořil hru Beat Saber, která se stala jednou z nejúspěšnějších VR her v historii. Ilavský byl hlavním vývojářem hry a zakladatelem studia Beat Games spolu s Vladimírem Hrinčárem. Později se k týmu připojil Jaroslav Beck.

### Beat Games
Společnost Beat Games byla založena začátkem roku 2018 Jánem Ilavským a Vladimírem Hrinčárem. Zakladatelé jsou autory rytmické VR hry Beat Saber. Vize společnosti Beat Games byla zaměřena na dokončení Beat Saberu a vytvoření kultovní hry pro celou platformu VR.
Po akvizici Beat Games společností Meta pokračoval Ilavský ve vývoji hry jako Creative Director. Ze společnosti Meta odešel v únoru 2024. Pracuje na vlastních herních projektech.

## Ocenění
- Česká hra roku 2013 – Lums
- Apple Design Award 2016 – Chameleon Run
- Nejprodávanější VR hra všech dob – Beat Saber